# Miodrag Belodedici
Miodrag Belodedici (szerbül: Миодраг Белодедић, Miodrag Belodedić, Nérasolymos, 1964. május 20. –) román válogatott labdarúgó, posztját tekintve középhátvéd.

## Pályafutása

### Klubcsapatokban
Szerb családban a szerb határhoz közel, egy kis faluban Nérasolymoson született. Az általános iskola első négy osztályát szerbül végezte, románul csak az ötödik osztályban kezdett tanulni. Pályafutását a Minerul Moldova Nouă és a Luceafărul București nevezetű kisebb csapatokban kezdte. 1982. nyarán, 17 éves korában a Steaua București igazolta le. Első szezonjában 17 mérkőzésen lépett pályára. A bajnokcsapatok Európa-kupájának 1985–1986-os sorozatában első kelet-európai csapatként BEK győzelemhez segítette a Steauat. A FC Barcelona elleni sevillai döntőben mind a 120. percet a pályán töltötte. A Dinamo Kijiv elleni szuperkupadöntőt szintén végig játszotta.
1988-ban Nicolae Ceaușescu diktatúrája elől disszidált Jugoszláviába. Egy kis huzavona után a Crvena zvezda csapatához csatlakozott, annak ellenére, hogy a szerb barátai szerették volna, ha a Partizanba folytatja. Első évében, mivel nem volt játékengedélye és az UEFA is felfüggesztette a játékjogát, csak edzőmeccseken léphetett pályára. A Ceaușescu rezsim árulás vádjával bűnösnek találta és távollétében 10 év börtönre ítélte. 1989-es romániai forradalom után a vádat ejtették ellene és így visszatérhetett Bukarestbe.
1989-ben zöld utat kapott és a játékengedély is rendezve lett. Az 1990–1991-es szezonban a Crvena színeiben is sikerült megnyernie a BEK-et. ezzel pedig Belodedici lett az első labdarúgó, akinek ez két különböző klubbal is sikerült.
Az 1992–93-as szezonban a spanyol Valenciahoz igazolt. Két idény után, 1994-ben a Real Valladolid szerződtette, mellyel a bajnokság végén kiesett az első osztályból. Spanyolországban az utolsó szezonját a Villarreal színeiben töltötte a másodosztályban. Ezt követően két évet húzott le a mexikói bajnokságban szereplő Atlante FC, majd végül 1998-ban hazatért a Steaua Bucureștihez, ahol még további három szezont játszott. 1999-ben megkapta a csapatkapitányi karszalagot, a 2000–2001-es bajnokság végén pedig román bajnoki címet szerzett és ezt követően bejelentette visszavonulását.

### A válogatottban
A román válogatottban 1984. július 31-én egy Kína elleni barátságos mérkőzésen mutatkozott be. A mérkőzést 1–0 arányban megnyerték a románok.
Részt vett az 1996-os és a 2000-es Európa-bajnokságon, és az 1994-es világbajnokságon ahol a Svédország elleni negyeddöntőben a büntetőpárbaj során kihagyta a büntetőjét.
A nemzeti csapatban 1984. és 2000. között összesen 53 mérkőzésen lépett pályára és 5 gólt szerzett.

#### Válogatottban szerzett góljai
| # | Dátum                | Helyszín                                     | Ellenfél     | Eredmény | Végeredmény | Kiírás               |
| - | -------------------- | -------------------------------------------- | ------------ | -------- | ----------- | -------------------- |
| 1 | 1987. március 4.     | Ankara 19 Mayıs Stadion, Ankara, Törökország | Törökország  | 1–0      | 3–1         | Barátságos           |
| 2 | 1987. március 25.    | Ghencea Stadion, Bukarest, Románia           | Albánia      | 4–1      | 5–1         | 1988-as Eb-selejtező |
| 3 | 1987. április 8.     | Municipal Stadion, Brassó, Románia           | Izrael       | 2–1      | 3–2         | Barátságos           |
| 4 | 1988. szeptember 20. | Portul Stadion, Konstanca, Románia           | Albánia      | 1–0      | 3–0         | Barátságos           |
| 5 | 1994. szeptember 6.  | Ghencea Stadion, Bukarest, Románia           | Azerbajdzsán | 1–0      | 3–0         | 1996-os Eb-selejtező |

## Sikerei, díjai
Steaua București
- BEK-győztes (1): 1985–86
- UEFA szuperkupagyőztes (1): 1986
- Román bajnok (6): 1984–85, 1985–86, 1986–87, 1987–88, 1988–89, 2000–01
- Román kupagyőztes (4): 1984–85, 1986–87, 1983–84, 1985–86

Crvena zvezda
- BEK-győztes (1): 1990–91
- Jugoszláv bajnok (3): 1989–90, 1990–91, 1991–92
- Interkontinentális kupa győztes (1): 1991
- Jugoszláv kupagyőztes (2): 1990–91, 1991–92
- UEFA szuperkupa döntős (1): 1991

## Külső hivatkozások
- Miodrag Belodedici[halott link] – a fifa.com honlapján
- Miodrag Belodedici – a National-football-teams.com honlapján